# فلوید (آرکانزاس)
فلوید (به انگلیسی: Floyd) یک منطقهٔ مسکونی در ایالات متحده آمریکا است که در شهرستان وایت، آرکانزاس واقع شده‌است. فلوید ۱۰۹٫۱۲ متر بالاتر از سطح دریا واقع شده‌است.